# Spin Me a Christmas
Spin Me a Christmas è un singolo del gruppo musicale bubblegum pop Aqua, pubblicato il 16 novembre 2009 dall'etichetta discografica Universal.
La canzone è stata estratta come secondo singolo dalla raccolta Greatest Hits, venendone inclusa in una riedizione uscita nel periodo natalizio.
Il video del brano è stato girato da Peder Pedersen, che in passato aveva realizzato per il complesso il video della celebre canzone Barbie Girl.

## Tracce
1. Spin Me a Christmas – 3:33